# RT-2PM Topol
RT-2PM Topol – radziecki, pierwszy na świecie oficjalnie przyjęty do służby międzykontynentalny pocisk balistyczny, na mobilnej, drogowej platformie samochodowej. Topol został opracowany z naruszeniem traktatu SALT II, zakazującego opracowywania więcej niż jednego nowego systemu rakietowego.

## Konstrukcja
Zarządzenie autoryzujące opracowanie nowego systemu, zostało wydane 19 lipca 1977 roku. Odpowiedzialnym za jego rozwój ustanowiono Moskiewski Instytut Techniki Cieplnej pod kierunkiem A.D. Nadiradze. Opracowanie mobilnej wyrzutni kołowej powierzono Centralnemu Biuru Projektowemu Tytan w Wołgogradzie. W tym samym czasie ZSRR opracowywał system rakietowy RT-23UTTH (SS-24 Scalpel), w związku z czym, rozwój kolejnego nowego systemu stanowił naruszenie traktatu SALT II, zakazującego rozwoju dwóch nowych systemów. Władze Związku Radzieckiego twierdziły oficjalnie, iż opracowywany system jest jedynie kolejną wersją bazującego w silosach RT-2P (SS-13 Mod 1) – SS-13 Mod 2, gdy tymczasem opracowywano zupełnie nowy system rakietowy, zupełnie innego typu, należący do linii Temp-2S oraz Pionier.
W skład systemu rakietowego Topol znanego na Zachodzie jako SS-25 Sickle, wchodzi trzystopniowy pocisk balistyczny na paliwo stałe oraz samochodowa wyrzutnia na ciężarówkach MAZ-7310 albo MAZ-7917. Silniki na paliwo stałe pocisku, wykonane są z materiałów kompozytowych. Kontrolę lotu podczas pracy pierwszego stopnia napędowego zapewniają wysuwane w trakcie lotu powierzchnie aerodynamiczne oraz cztery ujścia gazów odrzutowych. Dodatkowe cztery powierzchnie aerodynamiczne wykorzystywane są do stabilizacji pocisku po opuszczeniu przez niego kontenera startowego.
Topol, z maksymalnym możliwym ładunkiem sięgającym 1000 kilogramów, przenosi jedną głowicę o mocy 550 kiloton. Sekcja głowicy zawiera  system napędowy dla głowicy oraz jej system naprowadzania zapewniający margines błędu celowania (CEP) 900 metrów. Według danych zachodnich, Topol przynajmniej raz testowany był z czterema niezależnie wcelowywanymi głowicami MIRV, nie przeprowadzano jednak dalszych prac w tym zakresie.
Pocisk przechowywany jest i transportowany w kontenerze startowym umieszczonym na samochodowej wyrzutni typu TEL. Wyrzutnią jest siedmioosiowy samochód ciężarowy MAZ-7310 albo MAZ-7917, wyposażony w bezwładnościowy system nawigacyjny, który zapewnia możliwość odpalenia pocisku z każdej pozycji na trasie pojazdu. Pocisk może być odpalony zarówno po zatrzymaniu w trakcie przejazdu, jak też z wyposażonego w rozsuwany dach hangaru. System posiada także mobilne centrum dowodzenia oraz inne elementy wsparcia, na czteroosiowych pojazdach terenowych.

## Testy systemu i wejście do służby
Testy w locie systemu oznaczonego kodem 15H58, rozpoczęły się na poligonie w Plesiecku 8 lutego 1983 roku, trwając do 23 grudnia 1987 roku. Po zakończonej powodzeniem w 1985 roku pierwszej serii testów, pierwszy pułk wyposażony w ten system rakietowy rozpoczął dyżur bojowy 23 lipca 1985 roku w Joszkar-Ole. Z uwagi na problemy z systemem zarządzania walką, w dalszym jednak ciągu trwały prace nad tym komponentem systemu. Pierwszy pułk wyposażony w mobilny system zarządzania, rozpoczął dyżur dopiero 28 kwietnia 1987 roku w Niżnym Tagile, natomiast 27 maja 1988 roku, w Irkucku rozpoczął dyżur bojowy pierwszy pułk wyposażony w zmodernizowany system zarządzania walką. Ostatnie testy systemu zakończono wprawdzie 23 grudnia 1987 roku, jednakże ostateczna decyzja o oficjalnym przyjęciu systemu Topol do służby została podjęta dopiero 1 grudnia 1988 roku – trzy lata po rozpoczęciu eksperymentalnego używania tego systemu.
Niektóre pociski systemu Topol zostały rozmieszczone w nowych rejonach patrolowych, inne natomiast w bazach używanych do tej pory przez wyeliminowane traktatem INF pociski Pionier. W dniu zawarcia podpisanego w 1991 roku traktatu START I, Związek Radziecki posiadał 288 systemów rakietowych Topol. Jego rozmieszczanie kontynuowano, a na koniec roku 2000, Strategiczne Wojska Rakietowe Federacji Rosyjskiej dysponowały łącznie 360 rozmieszczonymi pociskami. Według danych opracowanych zgodnie z wymogami START I, 1 stycznia 2009 roku, w czynnej służbie pozostawało wciąż 180 pocisków tego rodzaju.